# Nuragus
Nuragus település Olaszországban, Szardínia régióban, Cagliari megyében. Lakosainak száma 839 fő (2023. január 1.). Nuragus Gesturi, Laconi, Isili, Genoni és Nurallao községekkel határos.

## Népesség
A település lakossága az elmúlt években az alábbi módon változott:
| Lakosok száma | 916  | 901  | 839  |
|               | 2017 | 2018 | 2023 |